# Kamieńczyk (Wzgórza Dobrzenieckie)
Kamieńczyk – wzgórze (341 m n.p.m.) w południowo-zachodniej Polsce, w województwie dolnośląskim na Wzgórzach Dobrzenieckich, na Przedgórzu Sudeckim.

## Położenie
Wzniesienie wznosi się w północnej części Wzgórz Dobrzenieckich, około 800 m na północ od wsi Brochocin. U podnóży wzniesienia leżą miejscowości: po południowej stronie, Brochocin, a po północno-wschodniej Błotnica.

## Charakterystyka
Jest to kopulaste wzniesienie o mało podkreślonym obszernym płaskim wierzchołku wznosi się w mało wyrazistym grzbiecie północnej części Wzgórz Dobrzenieckich. Wzniesienie charakteryzuje się urozmaiconą rzeźbą terenu z ostrymi spadkami zboczy po stronie zachodniej, w które wcinają się doliny potoków i wąwozy. Wzniesienie w większości pokryte jest lasem o bogatej szacie roślinnej wynikającej z budowy geologicznej i urozmaiconej rzeźby z dużą różnorodnością siedlisk i stosunków wodnych. Porastające wzniesienie lasy są zróżnicowane pod względem struktury i składów gatunkowych (przeważa dąb, znaczny udział mają też świerk, sosna, brzozy, buk, jaworu i modrzew). Partia szczytowa oraz północno-zachodnie zbocze wzniesienia w całości porośnięte jest lasem. Zbocze południowo-wschodnie poniżej poziomu 330 m zajmują pola uprawne i częściowo łąki podchodzące prawie pod sam szczyt.

## Budowa
Wzniesienie wznosi się w północno-wschodnim fragmencie bloku przedsudeckiego, na oderwanym i wypiętrzonym fragmencie Masywu Czeskiego. Skały budujące wzniesienie powstały w czasie najstarszych ruchów górotwórczych i nie podlegały zmianom w czasie późniejszych fałdowań. Ostateczny wygląd wzniesienie otrzymało w okresie epoki lodowcowej, kiedy to lądolód skandynawski naniósł w doliny grubą warstwę osadów. Wzniesienie zbudowane ze skał metamorficznych metamorfiku niemczańsko-kamienieckiego krystalicznych skał o złożonej budowie geologicznej występują: łupki łyszczykowe, granitognejsy łupki amfiboloweoraz łupki biotytowe. Górną warstwę zboczy tworzą lessy nasunięte na krystaliczny rdzeń. Naturalne odsłonięcie skalne występują rzadko, są to głównie wychodnie skał wylewnych i ograniczają się jedynie do zboczy i wciętych dolin potoków.

## Wody
Na zachodnich zboczach Kamieńczyka ma źródła kilka potoków zasilających dopływy Małej Ślęzy.

## Szlaki turystyczne
Zachodnim zboczem około 180 m od szczytu przebiega niebieski szlak turystyczny:
 Piława Górna – Przełęcz nad Błotnicą